# Apteka Pod Złotym Lwem w Toruniu

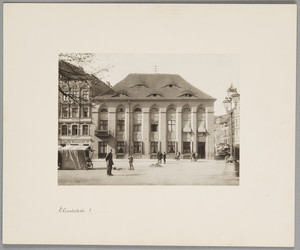
Apteka pod Złotym Lwem, 1900 r.

Apteka Pod Złotym Lwem w Toruniu (również Apteka Pod Lwem) – apteka założona w XVII wieku, mieszcząca się w budynku powstałym w obecnym w kształcie w latach 1826–1830. Kamienica znajduje się na terenie Zespołu Staromiejskiego, w zachodniej pierzei Rynku Nowomiejskiego, pod numerem 13.

## Historia
Nieznane są dokładne informacje dotyczące powstania apteki. Według hipotez, aptekę mógł założyć Marcin Bernhard w 1624 roku, w nowo wybudowanej kamienicy. Zdaniem Krzysztofa Mikulskiego kamienica mogła istnieć w XIV wieku, jednak nie była ona siedzibą apteki w 1624 roku. Na początku XVII wieku właścicielem kamienicy był ławnik, a następnie rajca Ernest Weiss, zmarły w 1655 roku. Aptekarz Andrzej Meissner miał otrzymał uprawienia mistrzowskie do wykonywania zawodu aptekarza i otworzyć aptekę około 1657 roku. W 1676 roku nowym właściciel apteki został Krzysztof Hoffmann. Prawdopodobnie to on stworzył nazwę „Pod Złotym Lwem” i zaprojektował godło – złotego lwa. Hoffmann zasłynął ze stworzenia przepisu na teriak, mającego leczyć dżumę. Krzysztof Hoffmann oraz jego następca Franciszek Ruttich otrzymali od królów Jana III Sobieskiego i Augusta II Mocnego nominacje na służących na dworze królewskim (w latach 1676, 1677, 1698 i 1713). Jan III Sobieski nadał również Hoffmannowi prawo na handel sproszkowanymi korzeniami i innymi fragmentami roślin.
W latach 20. XIX wieku dokonano przebudowy kamienicy w stylu klasycystycznym. Podczas przebudowy połączono dwie kamienice, narożną gotycką z XIV wieku i szachulcową z 1819 roku, powstałą na miejscu wcześniejszej z XVII wieku. W drugiej połowie XIX wieku apteka zmieniła nazwę na Pod Lwem. 17 października 1929 roku obiekt wpisano do rejestru zabytków. W czasie II wojny światowej apteką zarządzali Gerhard Haase, a później Gustaw Zamhel. Podczas okupacji niemieckiej apteka nazwała „Copernicus Apotheke”. Po wojnie nazwę zmieniono na „Apteka Kopernika”.